# Katastralgemeinde Projern
Die Katastralgemeinde Projern ist eine von sieben Katastralgemeinden der Stadtgemeinde Sankt Veit an der Glan im Bezirk Sankt Veit an der Glan in Kärnten, in Österreich. Sie hat eine Fläche von 898,17 ha.
Die Katastralgemeinde gehört zum Sprengel des Vermessungsamtes Klagenfurt.

## Lage
Die Katastralgemeinde liegt im Südwesten der Gemeinde Sankt Veit an der Glan, im Süden des Bezirks Sankt Veit an der Glan. Sie liegt im Glantaler Bergland südwestlich des Bezirkshauptorts und erstreckt sich vom Südrand des Glantalbodens im Norden bis an die Nordhänge des Ulrichsbergs im Süden sowie von Eberdorf im Westen bis zum Hörzendorfer See und Draschelbach im Osten. Die Katastralgemeinde erstreckt sich über eine Höhenlage von 475 m ü. A. am Südrand des Glantalbodens an der Nordgrenze der Katastralgemeinde bis zu 853 m ü. A. am Nordhang des Petersbühels an der Südwestgrenze.

## Ortschaften
Zur Gänze auf dem Gebiet der Katastralgemeinde Projern liegen die Ortschaften Dellach, Draschelbach, Eberdorf, Karlsberg, Karnberg und Projern. Außerdem befindet sich ein Gebäude der Ortschaft Hörzendorf (Seestraße 28) innerhalb der Katastralgemeinde.

## Vermessungsamt-Sprengel
Die Katastralgemeinde gehört seit 1. Jänner 1998 zum Sprengel des Vermessungsamtes Klagenfurt. Davor war sie Teil des Sprengels des Vermessungsamtes St. Veit an der Glan.

## Geschichte
Ende des 18. Jahrhunderts wurden die Kärntner Steuergemeinden (später: Katastralgemeinden) gebildet und Steuerbezirken zugeordnet. Die Steuergemeinde Projern wurde Teil des Steuerbezirks Karlsberg.
Im Zuge der Reformen nach der Revolution 1848/49 wurden in Kärnten die Steuerbezirke aufgelöst und Ortsgemeinden gebildet, die jeweils das Gebiet einer oder mehrerer Steuergemeinden umfassten. Die Steuer- bzw. Katastralgemeinde Projern wurde Teil der Gemeinde Hörzendorf, die anfangs den Namen Gemeinde Karlsberg trug. Die Größe der Katastralgemeinde wurde 1854 mit 1.085 Österreichischen Joch und 317 Klaftern (ca. 625 ha) angegeben; damals lebten 185 Personen auf dem Gebiet der Katastralgemeinde. 1972 wurde die Katastralgemeinde Projern Teil der Gemeinde Sankt Veit an der Glan. 1973 wurde ein beträchtlicher Teil (etwa 40 %) der Katastralgemeinde St. Peter am Karlsberg, der bis dahin zur Gemeinde St. Peter am Bichl und somit zum Bezirk Klagenfurt-Land gehört hatte, an die Katastralgemeinde Projern angeschlossen, die dadurch um die Ortschaften Eberdorf und Karnberg erweitert wurde.
Die Katastralgemeinde Projern gehörte ab 1850 zum politischen Bezirk Sankt Veit an der Glan und zum Gerichtsbezirk Sankt Veit an der Glan. 1854 bis 1868 gehörte sie zum Gemischten Bezirk Sankt Veit an der Glan. Seit der Reform 1868 ist sie wieder Teil des politischen Bezirks Sankt Veit an der Glan und des Gerichtsbezirks Sankt Veit an der Glan.

## Siedlungsentwicklung
Zum Jahreswechsel 1979/1980 befanden sich in der Katastralgemeinde Projern insgesamt 46 Bauflächen mit 39.339 m² und 56 Gärten auf 214.781 m², 1989/1990 gab es 54 Bauflächen. 1999/2000 war die Zahl der Bauflächen auf 144 angewachsen und 2009/2010 bestanden 88 Gebäude auf 158 Bauflächen.

## Bodennutzung
Die Katastralgemeinde ist landwirtschaftlich geprägt. 337 Hektar wurden zum Jahreswechsel 1979/1980 landwirtschaftlich genutzt und 240 Hektar waren forstwirtschaftlich geführte Waldflächen. 1999/2000 wurde auf 446 Hektar Landwirtschaft betrieben und 406 Hektar waren als forstwirtschaftlich genutzte Flächen ausgewiesen. Ende 2018 waren 417 Hektar als landwirtschaftliche Flächen genutzt und Forstwirtschaft wurde auf 414 Hektar betrieben. Die durchschnittliche Bodenklimazahl von Projern beträgt 43,3 (Stand 2010).